# 佐原宇奈
佐原 宇奈（さはら うな、7月15日 - ）は、日本の女性声優。東京都出身。元B-Box所属。

## 人物
学習塾経営。

## 出演

### テレビアニメ
- 残響のテロル（2014年、孤児院園長）
- ピンポン THE ANIMATION（2014年、小泉夫人）

### 劇場アニメ
- 劇場版 TIGER & BUNNY -The Rising-（2014年、孤児院園長、他）

### 吹き替え

#### ドラマ
- グッドラックチャーリー（副校長）
- クリミナル・マインド FBI行動分析課
  - (第6シーズン)（ナレーター、他）
  - (第8シーズン)（ドップス、他）
- Hawaii Five-0　(第2シーズン)（ジェーン）
- BONES -骨は語る-　(第5シーズン)（ジョイ）
- 名探偵モンク　(第5シーズン)（レベッカ・ヨーダン）
- レバレッジ 〜詐欺師たちの流儀　(第3シーズン)
- ナース・ジャッキー　(第5シーズン)（マイラ）

#### 映画
- レッドファクション 地球防衛軍VS火星反乱軍

#### アニメ
- アニメ 世界偉人伝　※原題：Animated Hero Classics
  - 「ヘレン・ケラー」（ヘレン・ケラーの母親[3]）
  - 「ジョージ・ワシントン」[2]

### ボイスオーバー
- アメリカお宝鑑定団ポーンスターズ（ヒストリーチャンネル）（ウルミ、他）
  - アメ車カスタム専門 カウンティング・カーズ　(第3シーズン)（ヒストリーチャンネル）※スピンオフ 版
  - ケイジャンお宝鑑定団ポーンスターズ（ヒストリーチャンネル）（マローダー、指揮官、アマヤ）※南部 版
- マーサ・スチュワート・ショー（Dlife）（ドナ、他）
- ハーフ・ザ・スカイ～ハリウッドにできること 前・後編（WOWOW）（ロバーツ夫人）
- 古代の宇宙人（ヒストリーチャンネル）
- 自然災害の猛威～その時、人々は～（ヒストリーチャンネル））※原題：SERIAL KILLER EARTH
- トップ・ガンズ～世界最強の銃はどれだ!～（ヒストリーチャンネル）※原題：TOP GUNS
- バイオグラフィー（ヒストリーチャンネル）
- 逃亡犯の告白（ディスカバリーチャンネル）
- 映画の科学（ディスカバリーチャンネル）
- 古代からの発見　(第3シーズン)（ヒストリーチャンネル）
- 世界の馬上から（旅チャンネル）
- 地球の誕生（ヒストリーチャンネル）

### ナレーション
- 経済研究所企業VP専属ナレーション
- FRCイベント総合MC
- 教育用ビデオナレーション
- 医学学会　影ナレーション

### 映画
- 魔女の宅急便（2014年3月1日、監督・脚本：清水崇、東映）※声のみ